# Prisma (litteraturpris)
Prisma är ett svenskt litteraturpris för queer litteratur, instiftat 2023 av hbtq-plattformen Bögbibblan och bokhandeln Page 28 i Malmö.

## 2023
Inför den första utdelningen nominerades totalt 30 titlar i sju kategorier. Den 11 december arrangerades en gala på Malmö Opera där priset utdelades enligt följande:
- Årets barn- och ungdomsbok: En vän till tant Irene av Ellen Svedjeland, Elin Johansson och Emma Adbåge (Rabén & Sjögren)
- Årets diktsamling: Tvätta och bli tvättad av Sara Hallström (Norstedts förlag)
- Årets facklitterära verk: Trans: fakta, forskning och erfarenheter i redaktion av Edward Summanen och Matilda Wurm (Natur & Kultur)
- Årets nordiska verk: Hund, stille av Luka Holmegaard (Ovbidat)
- Årets roman: Mjölkat av Sanna Samuelsson (Albert Bonniers förlag)
- Årets serie: Portal av Edith Hammar (Förlaget)
- Årets översättning: Allt det här nu av Anna Stern i översättning av Ebba Högström (It-lit)

## 2024
2024 delades priset ut den 7 december på Hypnos Theatre i Malmö. Galans konferencierer var Halima Handulleh och Indra Lindroth och under galan framträdde Punk Letters med performance och Mirjana Westmark läste poesi. Prisstatyetterna skapades av konstnären Bianco Casco. 
För 2024 utdelades priser i följande kategorier:
- Årets barnbok, 0–6 år: Högst upp av Klara Persson och Charlotte Ramel (Lilla Piratförlaget)
- Årets barn- och ungdomsbok, 6 år och äldre: Utan att passera gå av Lova Lakso (Rabén & Sjögren)
- Årets biografi: Där kärlek sker. Om HIV, AIDS och vännerna vi förlorade av Bodil Sjöström (Weyler förlag)
- Årets experimentella verk: Transtillstånd av Zafira Vrba Woodski (High Heel Publishing)
- Årets nordiska verk: Tolk av Maja Lee Langvad (Gyldendal)
- Årets roman: Fearplay av Tova Gerge (Albert Bonners förlag)
- Årets översättning: Sonetter av William Shakespeare i översättning av Tova Gerge (Nirstedt/litteratur)